# دمسيسة بيروية
دمسيسة بيروفية أو أمبروزية بيروفية (الاسم العلمي:Ambrosia peruviana) هي نوع من النباتات تتبع جنس الدمسيسة من الفصيلة النجمية.